# Shanadoo
Shanadoo es un grupo japonés de eurodance producido en Alemania. 
La mayoría de sus trabajos son versiones en japonés de un dueto de eurodance alemán llamado E-Rotic (que cantaban en inglés), conocido por sus canciones en su mayoría acerca de temas sexuales.

## Miembros
- Junko Fukuda (福田淳子), nació el 19 de febrero de 1984.
- Chika Shibuya (渋谷千賀), nació el 14 de septiembre de 1985. Su nombre real es Chika Takagi.
- Manami Fuku (福愛美), nació el 14 de octubre de 1986.
- Marina Genda (源田マリナ), nació el 9 de enero de 1989. Es la principal vocalista. Su nombre real es Marina Kakitsu.

## Información
Shanadoo es un grupo de mujeres de la agencia Platinum Production. Chika, Junko y Manami ya trabajaron juntas en Avex en el grupo promocional Vivace. Marina fue la última que se unió al grupo, ya que fue reclutada tras participar en un casting.
El 16 de junio de 2006, Shanadoo sacó un sencillo con la discográfica Icezone Music llamado King Kong, una versión de la misma canción del grupo E-Rotic, que en 2005 fue versionada también por Hinoi Team.
En diciembre de 2006 Avex anunció que Shanadoo entrarían a formar parte del panorama musical japonés con la salida de su álbum debut Welcome to Tokio. Mientras tanto, en Alemania, Shanadoo sacaban sus sencillos My Samurai (versión de Fred come to bed de E-Rotic), Guilty of love (versión de The Power of Sex de E-Rotic)  y el tema Hypnotized (la única canción propia de Shanadoo).
Más tarde, después de la salida del álbum Welcome to Tokio en Alemania, volvieron a reeditar su disco incluyendo un nuevo sencillo y algunas versiones extendidas de las canciones principales.

## Welcome to Tokyo
Fue su primer álbum y se encuentra en tres ediciones distintas: la alemana, la japonesa y la reedición sacada únicamente en Alemania.

### Lista de canciones de la edición alemana
- 1. King Kong (King Kong de E-Rotic).
- 2. Passion in your eyes (Shenandoah de E-Rotic).
- 3. Guilty of love (The Power of Sex de E-Rotic).
- 4. Ninja Tattoo (I'm Over you de E-Rotic).
- 5. My Samurai (Fred come to bed de E-Rotic).
- 6. One Tear Ago (It is you de E-Rotic).
- 7. Just A Little Flirt (It's Just A Little Flirt de E-Rotic).
- 8. Give A Little Love (Give A Little Love de E-Rotic).
- 9. Konnichiwa (???)
- 10. It's like an anime (Ecstasy de E-Rotic).
- 11. Wake Me (Save Me de E-Rotic).
- 12. Listen To The Rhythm (Willy Use A Billy... Boy de E-Rotic).
- 13. Closer to Heaven (Baby Don't Miss Me de Bad Boys Blue).

A la versión japonesa se le añadieron cuatro canciones más:
- 14. My Samurai (versión extendida).[2]
- 15. King Kong (versión extendida).
- 16. Guilty of love (versión extendida).[3]
- 17. Hypnotized (canción original de Shanadoo).[4]

Y a la edición limitada alemana se le añadieron los siguientes temas:
- 14. Hypnotized.
- 15. Sayonara Blue (canción original de Shanadoo).
- 16. Heart To Heart (Test My Best de E-Rotic).

## Discografía

### Sencillos
- 2006 - King Kong - Alemania.
- 2006 - My Samurai - Alemania.
- 2006 - Guilty of love - Alemania.
- 2007 - Hypnotized - Alemania.
- 2007 - Fly me to Shanghái (Oh Nick Please Not So Quick de E-Rotic) - Alemania.
- 2007 - Japanese Boy - Alemania.
- 2007 - Think About - Alemania.

### Álbumes
- 2006 - Welcome to Tokyo - Alemania.
- 2007 - Welcome to Tokyo - Japón.
- 2007 - Welcome to Tokyo (Limited Edition) - Alemania.
- 2007 - The Symbol - Alemania.
- 2009 - Launch Party !!! - Japón.

## Posiciones

### Sencillos
"King Kong"
ALEMANIA: 15 – 30.06.2006 – 11 Semanas 
AUSTRIA: 14 – 30.06.2006 – 16 Semanas 
"My Samurai"
ALEMANIA: 17 – 29.09.2006 – 9 Semanas 
AUSTRIA: 15 – 29.09.2006 – 9 Semanas 
FINLANDIA: 15 – 19.01.2007 – 1 Semana 
"Guilty of Love"
ALEMANIA: 30 – 30.11.2006 – 9 Semaans 
AUSTRIA: 32 – 30.11.2006 – 8 Semana 
"Hypnotized"
ALEMANIA: 54 – 22.03.2007 - 5 Semana 
AUSTRIA: 65 – 22.03.2007 - 2 Semana 

### Álbumes
Welcome To Tokyo
ALEMANIA: 63 – 14.12.2006 – 5 Semanas 